# Dirk Van Zyl Smit
Dirk Van Zyl Smit (* 1949) ist ein südafrikanischer Rechtswissenschaftler und Kriminologe und emeritierter Professor für vergleichendes und internationales Strafrecht an der britischen University of Nottingham. Er ist Vorsitzender der Penal Reform International (Stand 2021).
Van Zyl Smit studierte Rechtswissenschaft und in einem Postgraduiertenstudiengang an der Universität Edinburgh Kriminologie. 1977 wurde er zum Senior Lecturer in Law an der Witwatersrand-Universität in Johannesburg ernannt. Mit einer Arbeit zum britischen Patentrecht wurde er 1981 an der Universität Edinburgh promoviert. Anfang 1982 wurde er Associate Professor in Witwatersrand, Mitte desselben Jahres dann zum Professor für Kriminologie und zum Direktor des Instituts für Kriminologie an der Universität Kapstadt berufen. In den 1980er-Jahren wurde das Institut zu einer der Keimzellen des demokratischen Widerstands gegen die repressive Kriminalpolitik der Apartheid-Regierung. 
Von der Regierung Mandela wurde Van Zyl Smit zum Vorsitzenden der Gesetzgebungskommission für ein neues südafrikanisches Strafvollzugsgesetz berufen. Das von ihm erarbeitete Gesetz (Correctional Services Act) trat 1998 in Kraft. Seit 2001 ist er Profsssor an der Universität Nottingham. Er war Gastprofessor an der Humboldt-Universität Berlin und hat auch zahlreiche Vorlesungen und Seminare an der Universität Greifswald gehalten, die ihn 2008 mit der Ehrendoktorwürde auszeichnete.
Van Zyl Smit wirkte maßgeblich bei der Entwicklung internationaler Menschenrechtsstandards für die Vereinten Nationen und für den Europarat mit und war einer von drei Experten, die die 2006 verabschiedeten Europäischen Strafvollzugsgrundsätze sowie die im Juni 2008 beschlossenen European Rules for Juveniles Subject to Sanctions and Measures erarbeiteten. 